# Beaufortia leveretti
Beaufortia leveretti é uma espécie de actinopterígio do Gênero Beaufortia.